# Cirkus Summarum
Cirkus Summarum er en cirkusforestilling med de kendte figurer fra DR Ramasjang, der foregår i folkeskolens sommerferie i [København]]sområdet og på Tangkrogen i Aarhus. Det har været arrangeret siden 2009 af Muskelsvindfonden i samarbejde med DR Big Bandet.
Overskuddet fra Cirkus Summarum går til at skabe plads til forskelle i samfundet for mennesker med muskelsvind. Muskelsvindfonden støtter op om mennesker med muskelsvind til at tage aktivt del i samfundet og støtter pårørende til at leve det liv, de ønsker. Gennem sommerlejre, familieweekender og andre netværksarrangementer har mennesker med muskelsvind og deres familier mulighed for at erfaringsudveksle og være sammen med familier, der står i samme situation. 
Forestillingen startede med at blive opført på Amager i København, men er siden flyttet til Ballerup.

## Forestillinger

### 2009[3]
Artister
- Rasmus Bjerg (cirkusdirektør)
- Signe Lindkvist
- Jacob Riising
- Bruno
- Hr. Skæg

### 2010[4]
Artister
- Rasmus Bjerg (cirkusdirektør)
- Signe Lindkvist
- Jacob Riising
- Bruno
- Hr. Skæg
- Katrine Bille
- Anders Falck
- Sebastian Klein
- Louise Hart
- Tili
- Chico
- Bamse

### 2011
Tekst mangler, hjælp os med at skrive teksten

### 2012
Tekst mangler, hjælp os med at skrive teksten

### 2013
Tekst mangler, hjælp os med at skrive teksten

### 2014
Tekst mangler, hjælp os med at skrive teksten

### 2015
Tekst mangler, hjælp os med at skrive teksten

### 2016
Tekst mangler, hjælp os med at skrive teksten

### 2017
Artister
- Onkel Reje
- Hr. Skæg
- Motor Mille
- Bamse
- Bruno

### 2018
10 års jubilæumsforestilling, med underoverskriften: “Vi har dyr”.
Artister
- Kristian
- Hr. Skæg
- Motor Mille
- Bamse
- Rosa
- Heino
- Sprinter Galore

### 2019
Artister
- Onkel Reje
- Kristian
- Hr. Skæg
- Motor Mille
- Silja

### 2020
Artister
- Onkel Reje
- Kristian
- Hr. Skæg
- Motor Mille
- Silja

### 2021
Temaet for årets forestilling var at finde ud af hvad artisterne drømmer om, når de sover.
Artister
- Onkel Reje
- Oda Omvendt
- Kristian
- Rosa
- Hr. Skæg
- Motor Mille

### 2022
Artister undersøger hvad Hr. Skægs selvopfundne ord "Summarummantastisk" betyder.
Artister
- Silja, cirkusdirektør
- Onkel Reje
- Motor Mille
- Hr. Skæg

### 2023
Artister
- Silja, cirkusdirektør
- Onkel Reje
- Motor Mille
- Hr. Skæg
- Kommunemanden (Pelle Emil Hebsgaard)
- Ulla

### 2024
Temaet for årets forestilling var "Den glemte barndomsskat".
Artister
- Silja, cirkusdirektør
- Onkel Reje
- Motor Mille
- Hr. Skæg
- Rosa

### 2025
Forestillingens omdrejningspunkt var en guld-telefon, som skulle ringe i løbet af showet, hvis deres cirkusnumre var gode nok, så Cirkus Summarum kunne blive en del af cirkuseliten.
Artister
- Helga, cirkusdirektør (Rikke Bilde)
- Onkel Reje
- Hr. Skæg
- Motor Mille
- Rosa
- Heino (Troels Thorsen)
- Heksebeth
- Børste

## Modtagelse
I 2016 modtog arrangementet Bedste børneevent ved Børn i byen Prisen. Igen i 2019 modtog Cirkus Summarum denne pris.

## Eksterne kilder og henvisninger
- Wikimedia Commons har flere filer relateret til Cirkus Summarum
- Cirkus Summarums websted
- Muskelsvindfonden Arkiveret 15. august 2013 hos  Wayback Machine